# Anke Borsdorff
Anke Borsdorff (* 27. März 1962 in Peine) ist eine deutsche Juristin und Professorin für polizeiliches Einsatzrecht an der Hochschule des Bundes für öffentliche Verwaltung im Fachbereich Bundespolizei in Lübeck.

## Leben und Ausbildung
Bis zum Abitur am Gymnasium Uetze lebte sie mit ihren Eltern und ihrer Schwester in der Gemeinde Uetze im Ortsteil Dollbergen. Anschließend studierte sie von 1982 bis 1986 Rechtswissenschaften an der Ruprecht-Karls-Universität Heidelberg. Während ihres Referendariats war sie als Wissenschaftliche Mitarbeiterin am Institut für Rechtsgeschichte und Arztrecht bei Adolf Laufs tätig. Nach dem Zweiten Staatsexamen (1989) promovierte sie  an der Universität Heidelberg bei Adolf Laufs, gefördert durch das Jacob-Grimm-Stipendium der Universität Marburg zum Doctor iuris utriusque (1991). Anke Borsdorff ist seit 2012 Mentorin der Deutschlandstiftung Integration. Sie hat einen Sohn.

## Berufliche Laufbahn
Anke Borsdorff gehört dem Fachbereichsrat des Fachbereichs Bundespolizei der Hochschule des Bundes für öffentliche Verwaltung an. Von 2000 bis 2020 war sie Mitglied des Senats der Hochschule des Bundes. Zudem nahm sie am Fachbereich von 2005 bis 2017 die Funktion der stellvertretenden Fachbereichsleiterin ein. Sie wirkt regelmäßig als Prüfungskommissionsvorsitzende in den Laufbahnprüfungen des gehobenen Polizeivollzugsdienstes und als Beisitzerin im Auswahlverfahren für den höheren Polizeivollzugsdienst mit. Ihre juristische Laufbahn startete Anke Borsdorff als Rechtsanwältin für Strafrecht, war aber auch schon in dieser Zeit in der Lehre tätig. Im Jahr 1991 erhielt sie die Möglichkeit, als Dozentin am Zentralbereich der Hochschule des Bundes zunächst in Köln und später in Brühl ihre akademische Laufbahn im Hochschulbereich fort zu setzen. 1992 wurde sie zur ersten Frauenbeauftragten der Hochschule des Bundes ernannt. Ihr Forschungsinteresse lag schon früh im Bereich des Polizeirechts. Sie publizierte noch während ihres juristischen Referendariats ein Buch zum Polizeirecht Baden-Württembergs und nach der Deutschen Wiedervereinigung verfasste die das Werk „Polizeirecht der fünf neuen Bundesländer“. Im Jahr 1996 erhielt sie eine Professur am Fachbereich Bundespolizei in Lübeck. Seither liegt ihr Publikations- und Forschungsschwerpunkt im Bereich Bundespolizeirecht. Am Fachbereich Bundespolizei vertritt sie das präventive Einsatzrecht und hält regelmäßig Vorlesungen zum Bundespolizeigesetz, zum Polizeilichen Zwangsrecht, zum Luftsicherheitsrecht und zum Polizeikostenrecht.

## Veröffentlichungen (Auswahl)
- mit Martin Kastner, Christian Deyda (Hrsg.): Gesetzessammlung für die Bundespolizei, 16. Auflage, Wiesbaden 2024, ISBN 978-3-8293-1984-3
- Bundespolizeigesetz BPolG – BPolZV, 11. Auflage, LMV, Wiesbaden 2025, ISBN 978-3-8293-1919-5.
- mit Christian Deyda, Lennard Maier: Luftsicherheit für die Bundespolizei, 2. Auflage, Lübecker Medien Verlag in Kommunal- und Schul-Verlag, Wiesbaden 2024, ISBN 978-3-8293-1323-0
- mit Sascha Seifert: Bundespolizeikostenrecht, 2. Auflage, Lübecker Medien Verlag, Wiesbaden 2025, ISBN 978-3-8293-1883-9
- mit Martin Kastner: Definitionskalender polizeiliches Einsatzrecht, 5. Auflage, Lübecker Medien Verlag, Wiesbaden 2022, ISBN 978-3-8293-1826-6
- mit Martin Kastner: Multiple-Choice-Test Polizeiliches Einsatzrecht, 2. Auflage, KSV Medien, Wiesbaden 2023, ISBN 978-3-8293-1850-1
- mit Marc Nüsser, Konstantin Nitze: Modulwissen 3 – Hauptstudium I im modularisierten Studiengang für den gehobenen Polizeivollzugsdienst in der Bundespolizei, 4. Auflage, Lübecker Medien Verlag, Wiesbaden 2022, ISBN 978-3-8293-1768-9
- mit Martin Kastner: Modulwissen 2 – Grundstudium im modularisierten Studiengang für den gehobenen Polizeivollzugsdienst in der Bundespolizei, 2. Auflage, Lübecker Medien Verlag, Wiesbaden 2018, ISBN 978-3-8293-1354-4
- mit Martin Kastner: Entscheidungssammlung für die Polizei, 1. Auflage, Lübecker Medien Verlag, Wiesbaden 2020, ISBN 978-3-8293-1306-3
- mit Martin Kastner: Modulwissen rechtliche Grundlagen: Einführung in das Rechtssystem der Bundesrepublik Deutschland, 1. Auflage, Lübecker Medien Verlag, Wiesbaden 2016, ISBN 978-3-8293-1225-7
- Mitautorin in Martin H. W. Möllers: Wörterbuch der Polizei, 3. Auflage, C. H. Beck, München 2018, ISBN 978-3-406-71933-2
- (Hrsg.): Bundespolizei im 21. Jahrhundert – rechts- und polizeiwissenschaftliche Aufgabenfelder des Bundesgrenzschutzes. Festschrift zum 25-jährigen Bestehen der Fachhochschule des Bundes, Fachbereich Bundesgrenzschutz 1979–2004[5]
- Wilhelm Eduard Albrecht, Lehrer und Verfechter des Rechts, Centaurus-Verl.-Ges, Pfaffenweiler 1993, ISBN 978-3-89085-735-0